# Gongylanthus himalayensis
Gongylanthus himalayensis là một loài rêu trong họ Arnelliaceae. Loài này được Grolle mô tả khoa học đầu tiên năm 1966.